# Jeremicze (gmina)
Jeremicze (od 1930 Turzec) – dawna gmina wiejska istniejąca do 1930 roku w woj. nowogródzkim II Rzeczypospolitej. Siedzibą gminy było miasteczko Jeremicze (613 mieszk. w 1921 roku).
Na początku okresu międzywojennego gmina Jeremicze należała do powiatu nowogródzkiego w woj. nowogródzkim. 22 stycznia 1926 roku  gmina została przyłączona do powiatu stołpeckiego w tymże województwie. 25 października 1930 roku gminę Jeremicze przemianowano na gmina Turzec .
Nie mylić z gminą Podolesie, której siedziba mieściła się w (innej) miejscowości o nazwie Jeremicze.